# Amanda de Godoi
Amanda Corrêa de Godoi (Belo Horizonte, 3 de setembro de 1993) é uma atriz brasileira.

## Biografia
Amanda Corrêa de Godoi nasceu em 3 de setembro de 1993, no município de Belo Horizonte, em Minas Gerais. Filha da administradora Jacqueline Godoi e do dentista e ortodontista Geraldo Godoi, ela tem uma irmã mais velha, Brenda Corrêa de Godoi, médica. Amanda educou-se em colégios tradicionais, como o Colégio Santo Antônio, e se formou em Artes Cênicas pela PUC-MG, e em cinema pela PUC-RJ. A atriz também é ambientalista participa regularmente de ações da ONG Greenpeace Brasil protestando contra desmatamento e mudança climática.

## Filmografia

### Televisão
| Ano  | Título                         | Personagem                          | Notas                      |
| ---- | ------------------------------ | ----------------------------------- | -------------------------- |
| 2014 | Em Família                     | Sheila                              | Episódio: "21 de dezembro" |
| 2015 | Malhação: Seu Lugar no Mundo   | Fernanda Tetel (Nanda)              | Temporada 23               |
| 2016 | Malhação: Pro Dia Nascer Feliz | Fernanda Tetel (Nanda)              | Temporada 24               |
| 2017 | Dois Irmãos                    | Estudante                           | Episódio: "10 de janeiro"  |
| 2017 | Tempo de Amar                  | Felícia Pacheco (Lícia / Bijou)     |                            |
| 2020 | Matches                        | Rebeca                              |                            |
| 2023 | Fim                            | Mulher grávida (mãe de Maria Clara) | Episódios 1 e 10           |

### Teatro
| Ano  | Título                  | Personagem     |
| ---- | ----------------------- | -------------- |
| 2016 | Jovem Estudante Procura | Maria da Penha |

### Cinema
| Ano  | Título               | Personagem   |
| ---- | -------------------- | ------------ |
| 2014 | Usuário Desconhecido | Júlia Santos |
| 2016 | O Último Virgem      | Joana        |
| 2019 | Blue Cup Café        | Aurora       |
| 2021 | Lulli                | Vanessa      |

## Prêmios e indicações
| Ano  | Prêmio                    | Categoria              | Trabalho  | Resultado | Ref.   |
| ---- | ------------------------- | ---------------------- | --------- | --------- | ------ |
| 2016 | Prêmio Jovem Brasileiro   | Melhor Snapchat        | Ela mesma | Indicado  | [ 9 ]  |
| 2016 | Prêmio Jovem Brasileiro   | Melhor Atriz Jovem     | Malhação  | Indicado  | [ 9 ]  |
| 2016 | Prêmio Extra de Televisão | Revelação Feminina     | Malhação  | Indicado  | [ 10 ] |
| 2016 | Melhores do Ano           | Melhor Atriz Revelação | Malhação  | Indicado  | [ 11 ] |
| 2017 | Troféu Internet           | Revelação do Ano       | Malhação  | Indicado  |        |